# Lebbeus vinogradowi
Lebbeus vinogradowi is een garnalensoort uit de familie van de Hippolytidae. De wetenschappelijke naam van de soort is voor het eerst geldig gepubliceerd in 1960 door Zarenkov.